# Église Saint-Vincent-de-Paul de Villepreux
L'église Saint-Vincent-de-Paul de Villepreux est située au cœur de la ville nouvelle de « La Haie Bergerie » à Villepreux, dans le département des Yvelines.

## Historique
La conception de l'ensemble appelé la « Haie Bergerie » constitue un témoignage d'expérience urbanistique apparue en France au début des années 1960.
Ce quartier fait en effet partie du schéma directeur de la région Île-de-France mis en place par le général de Gaulle et Georges Pompidou en 1966. C'est sous l'égide de Paul Delouvrier que Jacques Riboud entreprend la réalisation du quartier de la Haie Bergerie.
Afin de réduire les coûts de construction, l'église de Villepreux est encastrée dans des bandes de logements individuels à trois niveaux, l'éclairage de la façade est assuré par des sheds décorés à la manière des vitraux.
Seul son décor figuratif, hommage à saint Vincent de Paul, réalisé en sgraffite par le fresquiste Robert Lesbounit, permet d'identifier la fonction de l'édifice. 
Après avoir été labellisé « Patrimoine du XXe siècle » en 2011, l'église fait l’objet d’une inscription au titre des monuments historiques depuis le 3 novembre 2020,.

## Caractéristiques
L'église est encastrée sur trois côtés dans une résidence associant locaux paroissiaux et logements.
La fresque monumentale de la façade est gravées sur ciment. Sur 300 m², quatre thèmes sont représentés : 
- Les grandes étapes de la vie de Saint Vincent de Paul
- L’annonce de la venue du Christ
- L’hommage aux bâtisseurs
- Le prologue de l’Apocalypse de Saint Jean

Les fresques intérieures couvrent 600 m² sur les deux murs latéraux et sont travaillées sur toile marouflée.